# Manfred Beltz Rübelmann
Manfred Beltz Rübelmann (* 12. Juni 1931 in Tuttlingen, Republik Baden als Manfred Rübelmann; † 24. Oktober 2015 in Weinheim, Baden-Württemberg) war ein deutscher Verleger.
Rübelmann war der Sohn eines Chemieunternehmers. Er studierte Volkswirtschaftslehre und Chemische Technik an der Technischen Hochschule Karlsruhe. 1958 promovierte er zum Dr. rer. pol. an der Wirtschaftshochschule Mannheim.
1960 trat Rübelmann in die Verlagsgruppe Beltz ein. 1963 wurde er Gesellschafter. 1970 wurde er vom kinderlosen Ehepaar Beltz adoptiert und wurde persönlich haftender Gesellschafter. 2003 gab er die Geschäftsführung an Joachim Radmer ab.
Von 1976 bis 1980 war er Vorsitzender des Verbandes der Druckindustrie Baden-Württemberg sowie zwischen 1983 und 1988 Vizepräsident des Bundesverbandes Druck. 1984, als die 35-Stunden-Woche ausgehandelt wurden, war er Verhandlungsführer der Arbeitgeber. Im Börsenverein des Deutschen Buchhandels war er von 1989 bis 1992 Schatzmeister. 1991 erhielt er die Goldene Nadel und 2004 die Friedrich-Perthes-Medaille.
Rübelmann hatte mit seiner Frau Hilde vier Kinder.